# لا پرتیادا
لا پرتیادا (به اسپانیایی: La Portellada) یک شهرستان در اسپانیا است که در استان تروئل واقع شده‌است.

## خصوصیات
لا پرتیادا ۲۱ کیلومترمربع مساحت و ۲۷۷ نفر جمعیت دارد.